# Krewetka północna
Krewetka północna, pandaletka północna (Pandalus borealis) – gatunek morskiego skorupiaka z rzędu dziesięcionogów (Decapoda). Jest drugim, po garneli pospolitej (Crangon crangon), najważniejszym pod względem gospodarczym skorupiakiem północnego Atlantyku.
Żyje na głębokościach 20–1330 m p.p.m. w wodach o temperaturze w zakresie 2–14 °C, najczęściej nad mulistym dnem. Występuje od Nowej Anglii i wschodnich wybrzeży Kanady, wody na południe i wschód od Grenlandii, wokół Islandii, Svalbard, Morze Północne do kanału La Manche. Jest spotykany także w Pacyfiku – od Japonii przez Morze Ochockie i Cieśninę Beringa do wybrzeży Ameryki Północnej. Forma pacyficzna jest czasami wyodrębniana jako podgatunek Pandalus borealis eous.

## Charakterystyka
Ciało wydłużone, półprzezroczyste z zabarwieniem bladoróżowym. Samce osiągają do 12 cm, a samice do 16 cm długości (karapaks ok. 35 mm). Żyją 3–4 lat.
Połowy gospodarcze krewetek północnych rozpoczęli Norwegowie na początku XX w. Obecne obszary połowowe koncentrują się wokół Grenlandii, Islandii i wzdłuż wybrzeży Norwegii. W Wielkiej Brytanii podjęto próby hodowli tego gatunku. W 1999 odnotowano łączne połowy na poziomie 338 969 t, z czego najwięcej przypadło w udziale Kanadzie i Grenlandii.
Tkanki krewetki północnej zawierają enzym nazywany alkaliczną fosfatazą z krewetek (Shrimp Alkaline Phosphatase SAP, EF0511) wykorzystywany w biologii molekularnej.

## Znaczenie w rybołówstwie i zarządzanie połowami
Połowy krewetki północnej i podobnych do niej gatunków krewetek zimnowodnych w północnym Atlantyku są jeszcze dosyć młodą gałęzią rybołówstwa. W przeciągu 30 lat rozwinęła się ona w niektórych krajach rybackich do równowartościowej rekompensaty za spadek połowów ryb, przede wszystkim dorsza: krewetki osiągają na rynkach ceny równe sumom płaconym za kupno wartościowych ryb.
Z rzędu 10 gatunków krewetek zimnowodnych poławianych komercyjnie na całym świecie (ok. 500 tys. t w okresie 2000-2006) krewetka północna jest głównym gatunkiem. Jej udział we wszystkich wyładowaniach wynosił 70%. Największe połowy krewetek osiągają Kanada, Grenlandia, Norwegia i Islandia, a najwydajniejsze są wody przybrzeżne wschodniej Kanady i zachodniej Grenlandii. Pomimo wzrastających połowów populacje w tej pierwszej i w większości innych akwenów odznaczają się stabilną albo nawet i rosnącą biomasą. Jako gatunek żyjący krótko, krewetka ma duży potencjał rozrodczy. Dyskutowany jest też ścisły związek zmian ilościowych stad krewetek z negatywnymi zmianami liczebnymi populacji dorsza, którego krewetki są jednym z głównych źródeł pożywienia.
Kraje nadmorskie zarządzają połowami w swoich wodach przybrzeżnych (200 mil morskich). Za monitoring zasobów i wyznaczanie całkowitych dopuszczalnych połowów (TAC) na wodach międzynarodowych odpowiadają międzynarodowe organizacje: Międzynarodowa Rada Badań Morza (ICES) dla wschodniej części północnego Atlantyku i Organizacja Rybołówstwa Północno-Zachodniego Atlantyku (NAFO) dla zachodniej części tego oceanu. W wodach Unii Europejskiej połowy krewetek są regulowane w ramach wspólnej polityki rybołówstwa.
Problemem z jakim analitycy wielkości stad krewetek się borykają jest dokładna kalkulacja wielkości biomasy SSB krewetek. Tę szacuje się na podstawie analizy struktury wiekowej stada. W przypadku ryb wiek określa się na podstawie analizy warstw w otolicie. Ponieważ krewetki otolitów nie posiadają, szacowanie ich wieku jest bardziej skomplikowane i uzależnione od rozpoznania dojrzałości organów płciowych albo stosunku rozmiarów ciała.